# Elektrownia Wiatrowa Kamieńsk
Elektrownia Wiatrowa Kamieńsk – elektrownia wiatrowa znajdująca się w Kamieńsku w województwie łódzkim na Górze Kamieńskiej na wierzchowinie zrekultywowanego zwałowiska zewnętrznego KWB Bełchatów, na terenie górniczym Pole Bełchatów oddalone o 6 km na zachód od drogi krajowej nr 1 Gdańsk – Cieszyn i 1 km od drogi wojewódzkiej nr 484 Bełchatów – Kamieńsk. Wysokość względna wierzchowiny wynosi 150–170 m (względem sąsiednich miejscowości), całkowita 386 m n.p.m. Elektrownia została uruchomiona latem 2007 roku.

## Historia
Elektrownia Wiatrowa Kamieńsk Sp. z o.o utworzona została 9 lipca 2003 roku przez:
- ELEKTROWNIE SZCZYTOWO-POMPOWE S.A.
- ELBIS Sp. z o.o.

Właścicielem elektrowni jest spółka PGE Energia Odnawialna S.A.

## Dane techniczne
Elektrownia zlokalizowana jest na Górze Kamieńsk i składa się z 15 turbin wiatrowych E-70 o mocy 2 MW każda produkcji niemieckiej firmy Enercon GmbH o łącznej mocy szczytowej 30 MW. 
Dane techniczne turbiny E-70 E4 zastosowanej w EW Kamieńsk:
- wysokość całkowita: 125 m
- odległość piasty od podłoża: 85 m
- średnica wirnika: 71 m
- masa: 229 ton
- moc: 2 MW
- turbina: bezprzekładniowa o zmiennej prędkości z regulacją nachylenia łopat
- liczba łopat: 3